# Абдуллаев, Байрам Мурадович
Байрам Мурадович Абдуллаев (5 декабря 1935 — 20 декабря 2013) — советский и туркменский киновед, журналист, кинорежиссёр

 и сценарист, педагог, преподаватель института.

## Биография
Родился 5 декабря 1935 года.
В 1958 году Абдуллаев окончил Туркменский университет. Изучал литературу в Туркмении и Москве, получил звание кандидата искусствоведения в 1967 году. Абдуллаев печатался с 1961 года, писал статьи о кино и сценарии документальных фильмов.
В 1969 году стал членом КПСС. Много лет преподавал в Институте культуры.
В 1980-х годах Абдуллаев стал работать в игровом кино. Он написал сценарии к четырём картинам — «Джигит всегда джигит» (1985), «Право решать» (1986), «Кемине» (1992) и «Душа сгорела» (1995, другое название — «Яндым»). Последний фильм он поставил сам в качестве режиссёра. Картина была показана на международных фестивалях в Германии, Италии и других странах. Абдуллаеву было присвоено звание заслуженного деятеля искусств Туркмении.
Скончался 20 декабря 2013 года на 78-м году жизни после тяжёлой болезни. Похоронен в Ашхабаде.